# 春日るりか
春日 るりか（かすが るりか、8月26日 - ）は、日本の漫画家。東京都出身。

## 概要
1988年、集英社の少女誌『りぼん』の増刊号『りぼんオリジナル』早春の号にて「ハートの気圧配置」でデビュー。以降2002年頃まで『りぼん』やその増刊号などで読み切り作品を中心とした執筆活動をしていた。連載作品としては1992年から1993年にかけて『りぼんオリジナル』に掲載された『ノンストップ・キッズ』（全4回）や、1998年に『りぼん』本誌に連載されたスタジオぴえろ製作のテレビアニメ『魔法のステージファンシーララ』のコミカライズ作品（全7回）などがある。

## 作品リスト

### 単行本リスト
※単行本はすべて集英社発行。
- 三日月カーニバル（1990年7月）ISBN 4088535324
  - 三日月カーニバル
  - きまぐれHOT SPICE
  - ハートの気圧配置
- 鏡の中のマリリン（1991年7月）ISBN 4088535758
  - 鏡の中のマリリン
  - ハウダースノーの片思い
  - 八重歯の天使
  - らくがき夢通信
- 屋根うらの青い鳥（1992年7月）ISBN 4088536215
  - 屋根うらの青い鳥
  - コートサイドは夏の色
  - いざ!青嵐館
- ノンストップ・キッズ（1993年9月）ISBN 4088536878
- 不思議のウー（1994年7月）ISBN 4088537467
  - 不思議のウー
  - 満月にキラキラ
  - まほうのハーモニカ
  - 小指の魔法
- ポレポレ森のモンスター（1997年1月）ISBN 4088538994
  - ポレポレ森のモンスター
  - みらくるクリスマス
  - いたずらドールピンキー
  - 天使の輪☆ブギ
  - もしも月夜であったなら
- 魔法のステージファンシーララ 全2巻
  - 1巻 1998年9月発行 ISBN 4088561015 ※第1話から第4話までと書き下ろし番外編、および読み切り作品『TOYの国から』を収録
  - 2巻 1998年12月発行 ISBN 4088561171 ※第5話から第7話までと増刊号に掲載された番外編、および読み切り作品『ジャングルプリンセス』、『キッキにおまかせ』、『カムカム・サーカス』を収録
- 雨もよう恋もよう（2000年9月）ISBN 4088562291
  - 雨もよう恋もよう
  - ソロモンからの贈り物
  - ももいろ時間
  - ないしょのエトセトラ

### 単行本未収録作品
- ハートのエッセンス
- 真っ赤なラプソディ
- ピンクサンゴの仲間たち
- ダイヤモンド・ドッグ

### イラスト
- Oh!Boy ハートがじりじり（1992年3月、著・宮沢ぷりん、『コバルト文庫』刊）ISBN 978-4086116237
- アイラビュ〜ンは8ビートで（1992年7月、著・宮沢ぷりん、『コバルト文庫』刊）ISBN 978-4086116626